# Стерьос Кундурас
Стерьос Кундурас (на гръцки: Στέργιος Κουντουράς, Κούντουρας) е гръцки революционер, деец на Гръцката въоръжена пропаганда в Македония от началото на XX век.

## Биография
Роден е в голямата гръцко-влашка македонска паланка Влашка Блаца, тогава в Османската империя. Оглавява собствена гъркоманска чета и участва в гръцката пропаганда в Македония. Активен е в района на Пополе, Суровичево и Кайлярско и си сътрудничи с Константин Попставрев.
По време на Националната схизма през Първата световна война Кундурас изиграва важна роля в движението на Национална отбрана в Западна Македония. На 31 август 1916 г. чета на Кондурас и Стефос Григориу със съдействието на френската армия завзема властта в Костур, Шестево, Сетома и Маврово. В 1930 година става председател на дружеството на старите македонски бойци в Блаца. Назначен е за член на общинския съвет след Четвъртоавгустовския преврат в 1936 година. Става доброволец в гръцкото четническо движение в Северен Епир.
По време на Втората световна война участва в Съпротивата на ЕКА и ПАО. Убит е от сили на ЕЛАС в 1943 г. заедно със Стефос Григориу.